# マット・マッコーム
マット・マッコーム（Matt McColm、1965年 1月31日生まれ。）は、アメリカ合衆国の俳優、スタントマン 。

## 代表作
1991年　ターミネーター2　(アーノルド・シュワルツェネッガーのスタントダブル)
2003年　マトリックス リローデッド (エージェントトンプソン)
2004年　セルラー　(ディーソン)
2007年　ダイ・ハード4.0 (テロリスト、スタント)
2008年　ターミネーター:サラ・コナークロニクルズ (T-888ターミネーター - ヴィックチェンバレン)
2009年　G.I.ジョー (ネオ バイパー、スタント)
2010年　アイアンマン2　(ハマー・インダストリーズ社の警備員、スタント)
2013年　ゴースト・エージェント/R.I.P.D. (警官)
2014年　ジョン・ウィック (クラブ警備員、スタント) 